# John Badcock
John Badcock   (West Ham, 17 de gener de 1903 - Petersfield, 29 de maig de 1976) fou un remer anglès que va competir durant les dècades de 1920 i 1930. Es casà amb la nedadora Joyce Cooper.
El 1928 va prendre part en els Jocs Olímpics d'Amsterdam, on guanyà la medalla de plata en la prova del vuit amb timoner del programa de rem. Quatre anys més tard, als Jocs de Los Angeles, va guanyar la medalla d'or en la competició del quatre sense timoner, formant equip amb Hugh Edwards, Jack Beresford i Rowland George.
Badcock formava part del Thames Rowing Club. La primera victòria fou a la Wyfold Challenge Cup de la Henley Royal Regatta de 1925. El 1927 va formar part del vuit de l'equip de Thames que guanyà la Grand Challenge Cup i en el quatre sense timoner que guanyà la Stewards' Challenge Cup. El 1928 tornà a formar part de les tripulacions de l'equip de Thames que guanyà la Grand i Stewards a Henley.